# 乌斯片卡村委员会
乌斯片卡村委员会（俄语：Успенский сельсовет）是俄罗斯联邦阿斯特拉罕州阿赫图宾斯克区所属的一个村委员会。其下辖有3个居民点，行政中心为乌斯片卡。据2015年统计，该村委员会的人口为1050人。